# Otto Zinke
Otto Zinke (* 25. Februar 1908 in Hannover; † 1999) war ein deutscher Hochschul-Professor für Hochfrequenztechnik.

## Leben
Nach Besuch des humanistischen Gymnasiums in Berlin-Steglitz studierte er Fernmeldetechnik an der damaligen Technischen Hochschule (TH), der heutigen Technischen Universität (TU), in Berlin-Charlottenburg. Im Jahr 1936 wurde er zum Doktor-Ingenieur (Dr.-Ing.) promoviert und 1940 habilitierte er sich am dortigen Institut für elektrische Schwingungslehre und Hochfrequenztechnik mit einer Schrift über „Grundlagen der Strom- und Spannungsverteilung auf Antennen“. Nachdem er am 23. Dezember 1940 dort zunächst Dozent für Hochfrequenzmesstechnik und Hochfrequenztechnik geworden war, wurde er am 1. Februar 1942 außerordentlicher Professor für die genannten Fachgebiete. Ab 1942 war er zusätzlich Professor und Abteilungsleiter des Instituts für Schwingungsforschung (zuvor Heinrich-Hertz-Institut und heute Fraunhofer-Institut für Nachrichtentechnik) im Lehrgebiet Hochfrequenz- und Röhrentechnik.
Nach dem Krieg ging er für zwei Jahre von 1948 bis 1950 nach Paris zum Centre national d’études des télécommunications (deutsch „Nationales Zentrum für Studien der Telekommunikation“) und danach, von 1951 bis 1955, zum Zentrallaboratorium von Siemens & Halske nach München. Ab dem 1. August 1954 war er Extraordinarius für Hochfrequenzmesstechnik am Lehrstuhl für Hochfrequenztechnik an der TU Berlin, bevor er 1955 ordentlicher Professor an der Technischen Hochschule Darmstadt (heute Technische Universität) wurde. Er blieb es bis zu seiner Emeritierung im Jahr 1973. Auch danach blieb er der Hochfrequenzmesstechnik eng verbunden.

## Schriften (Auswahl)
- Hochfrequenz-Messtechnik. Hirzel 1938.
- mit Heinrich Brunswig: Hochfrequenztechnik 1 – Hochfrequenzfilter, Leitungen, Antennen. 6. Auflage, Springer 2000, ISBN 978-3540-66405-5.
- mit Heinrich Brunswig: Hochfrequenztechnik 2 – Elektronik und Signalverarbeitung. 5. Auflage,  Springer 1999, ISBN 978-3540-64728-7.